# 本棟造

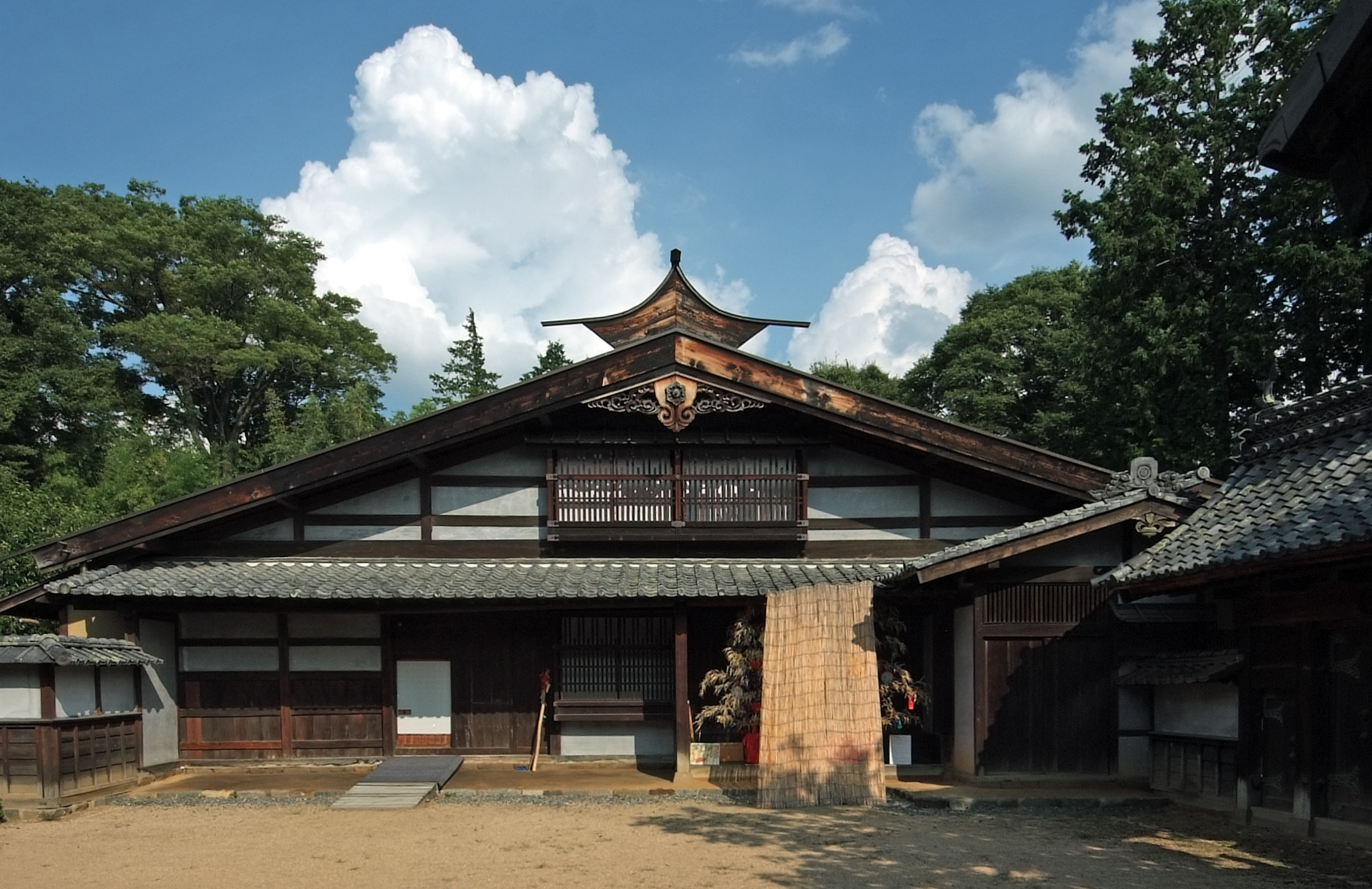
馬場家住宅（長野県松本市）

本棟造（ほんむねづくり）は、長野県の中信地方から南信地方にかけて分布する民家の形式である。切妻造り妻入り、ゆるい勾配の屋根、雀おどしと呼ばれる棟飾り、正方形の間取りなどが特徴。重要文化財に指定されている堀内家住宅や馬場家住宅などが有名。

## 定義
厳密な定義は存在しないが、太田博太郎は本棟造りの特徴を以下のように説明している。
- 切り妻造り妻入りである。
- 緩い勾配の板屋根である。
- 梁間が大きく、平面全体の形は正方形に近い。
- 間取りは一方を通り土間とし、ユカ上は2列6室以上になる。したがって真ん中に真っ暗な部屋が出来る。

しかし、地元の人々は雀おどし(雀踊りとも)と呼ばれる飾りがついていなかったり、規模の小さかったりするものは、上記の条件を満たしていても本棟造りと認識しない場合が多いようである。

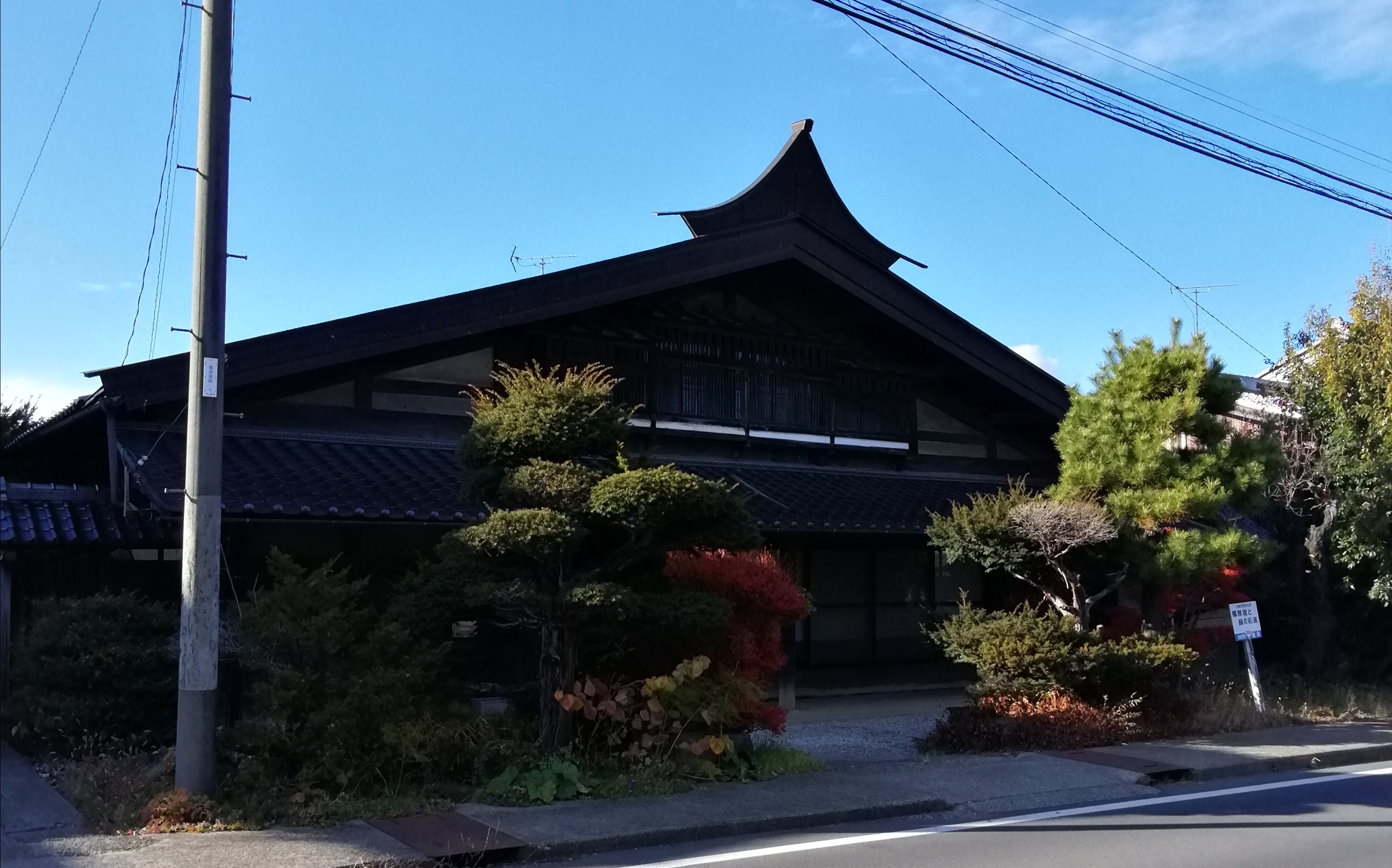
郷原宿下問屋（塩尻市）
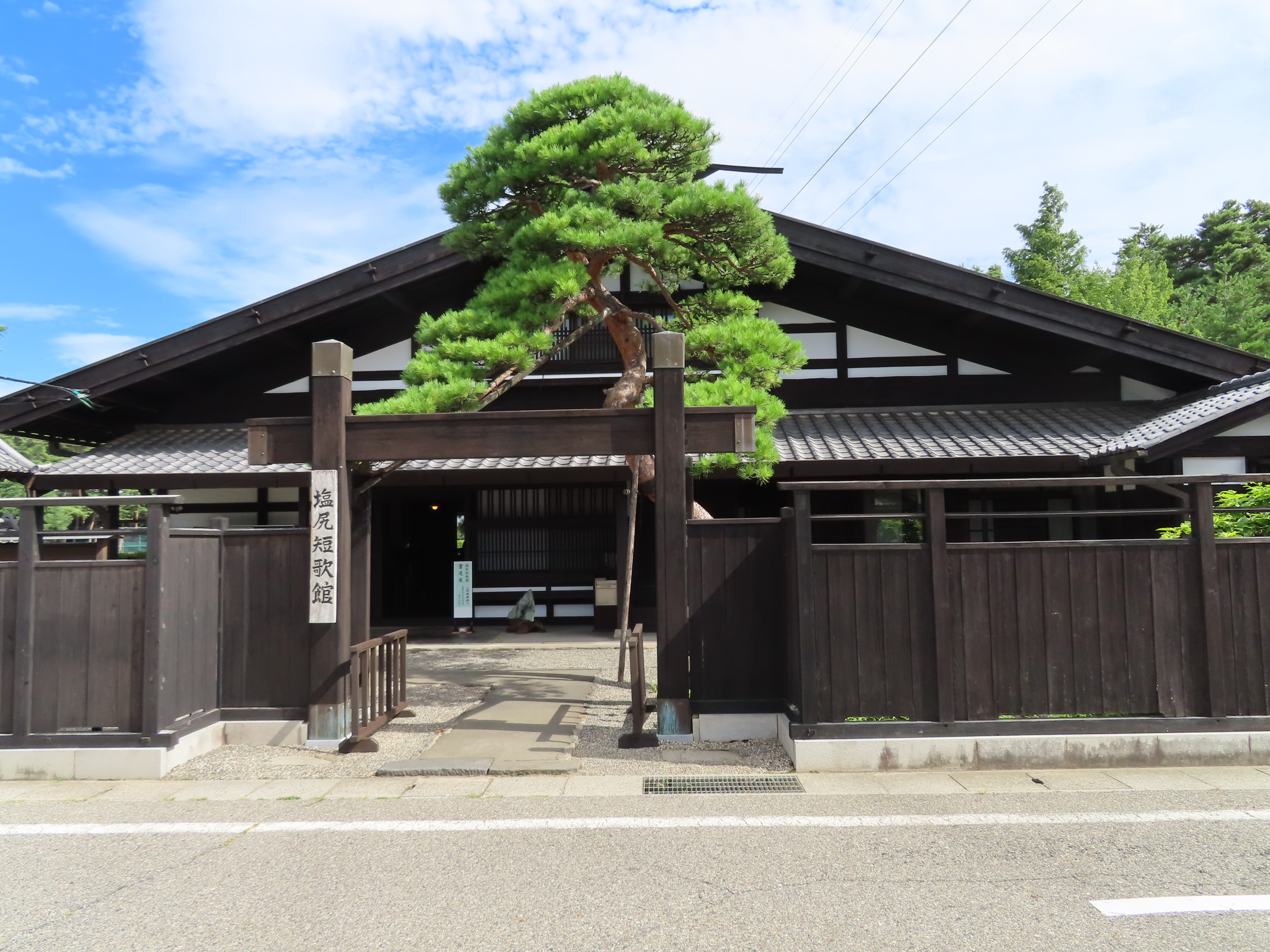
塩尻短歌館（塩尻市）

## 歴史
整った形の本棟造りで最も古いものは長野県塩尻市片丘にある嶋﨑家住宅（重要文化財）で、享保年間（1716年 - 1736年）の建築である。また、本棟造り系統の民家としては古いものは長野県安曇野市穂高有明にある曽根原家住宅（重要文化財）で、17世紀中頃のものと考えられている。
現在見られるような正面外観を持った本棟造りが作られるようになったのは、江戸時代末から明治初頭であると考えられている。明治末以降はあまり作られなくなるが、第二次世界大戦後になって再び作られるようになり現在に至る。なお、戦後建てられた本棟造を新本棟造りなどと呼んで古いものと区別する場合がある。
また、編年的な傾向として、新しい本棟造りは古いものに比べ屋根の傾斜が急である場合が多い。これは二階の使用目的の変化が影響していると考えられている。